# Yórgos Gásparis
Yórgos Gásparis (grec moderne : Γιώργος Γάσπαρης), né le 31 janvier 1965, à Athènes, en Grèce, est un ancien joueur grec de basket-ball. Il évolue durant sa carrière au poste de meneur.

## Palmarès
- Coupe de Grèce 1991
- Coupe d'Europe 1993